# Guillaume de Montmorency
Pour les autres membres de la famille, voir famille Montmorency.
Ne doit pas être confondu avec Guillaume de Montmorency-Thoré.
Guillaume de Montmorency, né en 1453 et mort le 14 mai 1531 à Chantilly, est baron de Montmorency et seigneur de Chantilly. Général des finances du roi, il a été gouverneur de plusieurs châteaux royaux et a accompagné Louis XII lors des premières guerres d’Italie.

## Biographie

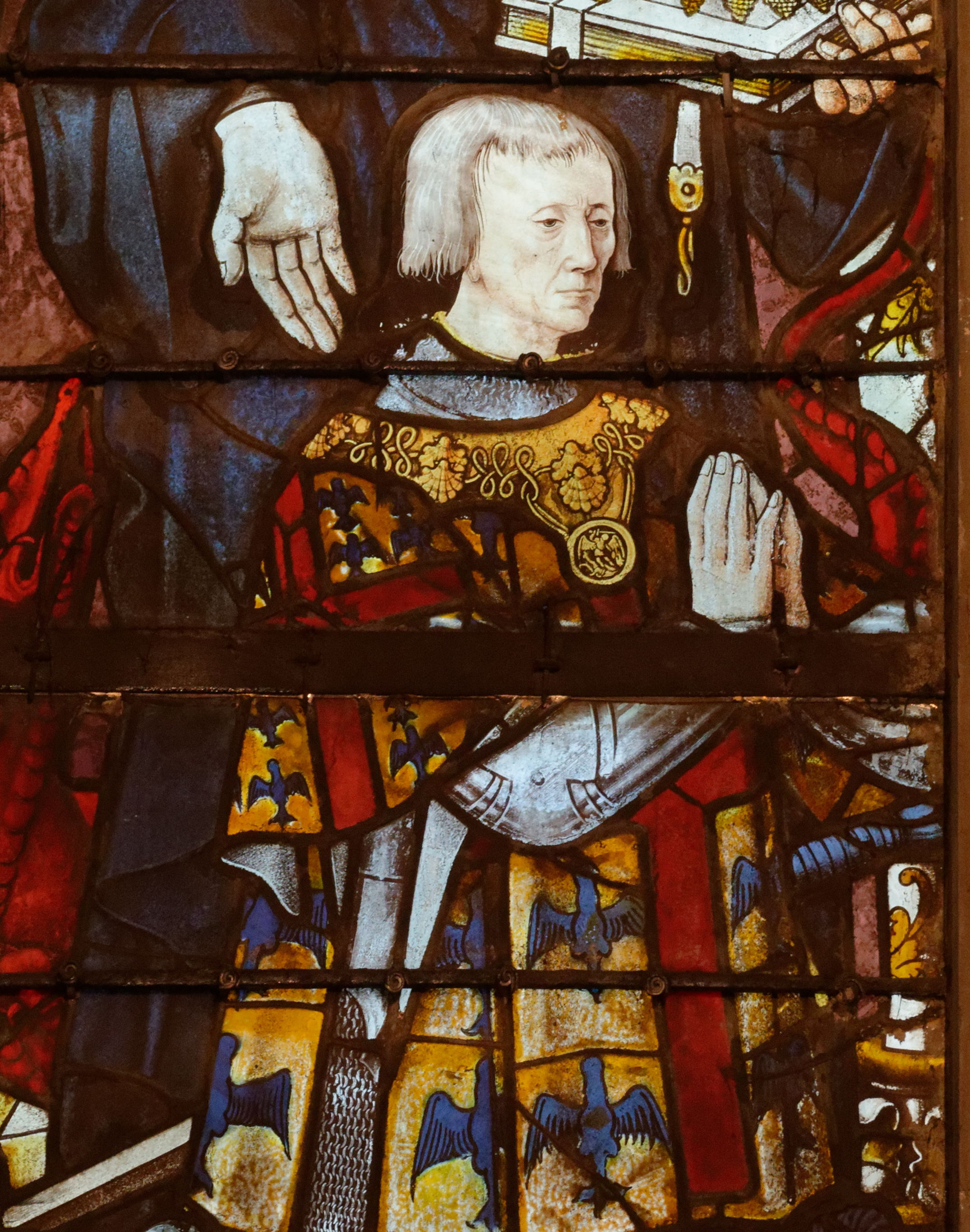
Vitrail représentant Guillaume de Montmorency dans la collégiale Saint-Martin de Montmorency

Guillaume naît en 1453 à la suite du remariage de son père Jean II de Montmorency (1401-1477) avec Marguerite d'Orgemont, descendante du chancelier Pierre. Son père décide en 1472 de déshériter son fils aîné Jean de Nivelle à la suite des disputes entre ses deux premiers fils et à leur prise de parti pro-bourguignon. Guillaume acquiert donc le titre de baron de Montmorency en 1472 à l'âge de 18 ans. Cependant, quarante années de procédures judiciaires s'engagent entre les descendants. Ce titre de baron lui est donc contesté par ses neveux Jean de Montmorency-Nevele (1461-1512) puis Philippe (1466-1526) et enfin par son petit-neveu Joseph de Montmorency (mort en 1530). Toujours par son père, il est en outre seigneur d'Écouen, Damville et Conflans-Sainte-Honorine. Par sa mère, il est seigneur d'Aufois, Chavard, Montepilloy, Montjay, Chantilly. Il entre au service de Charles V d'Anjou dont il devient le chambellan. 
En 1484, son oncle maternel Pierre III d'Orgemont, arrière-petit-fils de Pierre d'Orgemont, décédé sans enfants, lui lègue la seigneurie de Chantilly. Guillaume de Montmorency y fait reconstruire la chapelle du château en 1507. En 1515, il obtient grâce à une bulle pontificale le droit d'y faire célébrer la messe et tous les sacrements dans cette chapelle. Il participe aux États généraux de 1484 à Tours en tant que député de la noblesse de Paris lors de la minorité de Charles VIII et devient par la suite chambellan du roi de France. Son successeur Louis XII le nomme superintendant des eaux et forêts et garde-chasse en Touraine, ainsi que capitaine du château de Saint-Germain-en-Laye. Il le suit lors de sa campagne d'Italie en 1499-1500. 
En 1503, il est nommé capitaine de la Bastille. Il part de nouveau pour les guerres d'Italie la même année avec le roi. Au retour, il est toujours récompensé de sa fidélité par le poste de gouverneur d'Orléans. Pendant la quatrième guerre d'Italie, il est nommé au conseil de régence aux côtés d'Anne de Bretagne en 1508. Il est de nouveau désigné capitaine du château de Vincennes et fait chevalier de l'ordre de Saint-Michel. Il est chargé lors de la sixième guerre d'Italie de la protection de Paris et de récolter auprès du Parlement de Paris des fonds pour faire libérer François Ier, fait prisonnier à la bataille de Pavie. Il est signataire du traité de Madrid qui permet de libérer le roi.
À sa mort, qui intervient dans son château de Chantilly, il est inhumé dans la collégiale Saint-Martin de Montmorency qu'il avait fait ériger. La dalle de marbre noir de son tombeau y est toujours visible.

## Mariage et descendance
Guillaume se marie le 17 juillet 1484, avec Anne Pot (v 1472-1510), dame de La Rochepot, Thoré et Châteauneuf, comtesse de Saint-Pol, fille de Guyot Pot (v 1430-1495) et Marie de Villiers de l'Isle-Adam, et nièce de Philippe Pot, Grand-sénéchal de Bourgogne. De ce mariage il a sept enfants :
- Jean (~1485-1516) seigneur d’Ecouen, épouse en 1510 Anne (alias Jeanne) de La Tour, dame de Montgascon (fille de Godefroi II de La Tour, baron de Montgascon)
- Louise, (~1490-1547) dame d'honneur d'Éléonore d'Autriche, épouse Ferry de Mailly, baron de Conti, puis (1514) Gaspard Ier de Coligny seigneur de Coligny : parents de l'amiral de Coligny
- Anne (1493-1567), capitaine-général des Suisses, maréchal de France (1522), Grand-maître de France (1526), connétable de France (1538), 1er duc de Montmorency (1551), généralissime (1560), épouse (1529 à Saint-Germain-en-Laye) Madeleine de Savoie (~1510-1586), baronne de Montberon, La Fère-en-Tardenois, Gandelu et Saint-Hillier (fille de René, Grand-Bâtard de Savoie, comte de Villars, et d’Anne Lascaris)
- François (1496/98-1551)[4], seigneur de La Rochepot et de Châteauneuf, gouverneur de Paris et d’Île-de-France, épouse (1524) Charlotte d’Humières, dame d’Offemont et d'Encre, (fille de Jean, seigneur d’Humières, et de Françoise Le Josne de Contay)
- Philippe (~1496-1519), évêque de Limoges (1517)
- Anne (~1497-1525), épouse en 1517 Guy XVI de Laval, comte de Laval
- Marie (~1500-?), abbesse de Notre-Dame de Maubuisson

## Ascendance
Guillaume de Montmorency descend des rois de France depuis Hugues Capet